# Bombardier Transportation
Bombardier Transportation je v roce 1974 založená divize kanadské společnosti Bombardier a celosvětově největší společnost zaměřená na vývoj a výrobu železniční techniky a příbuzných služeb. Její sídlo je v německém Berlíně. Prezidentem firmy je Laurent Troger. V lednu 2011 měla společnost 34 900 zaměstnanců, 25 400 z nich v Evropě. Bombardier Transportation vyrábí v 59 výrobních závodech po celém světě. V roce 2020 byla tato divize koupena společností Alstom.

## Výrobní závody
Výroba a vývoj produktů Bombardier Transportation probíhá v:
- Severní Amerika: Kanada (Thunder Bay, Ontario, Kingston, La Pocatière, Quebec), USA, Mexiko
- Evropa: Belgie, Německo, Velká Británie, Francie, Finsko, Itálie, Španělsko, Švédsko, Švýcarsko, Dánsko, Polsko, Rumunsko, Norsko, Rakousko, Maďarsko, Česká republika
- Asie: Čína, Indie, Thajsko
- Jižní Amerika: Brazílie
- Austrálie

## Závody v Česku
V České republice společnost založila svou pobočku Bombardier Transportation Czech Republic, a.s., která sídlí v České Lípě a zaměstnává zde cca 1300 lidí.

## Produkce

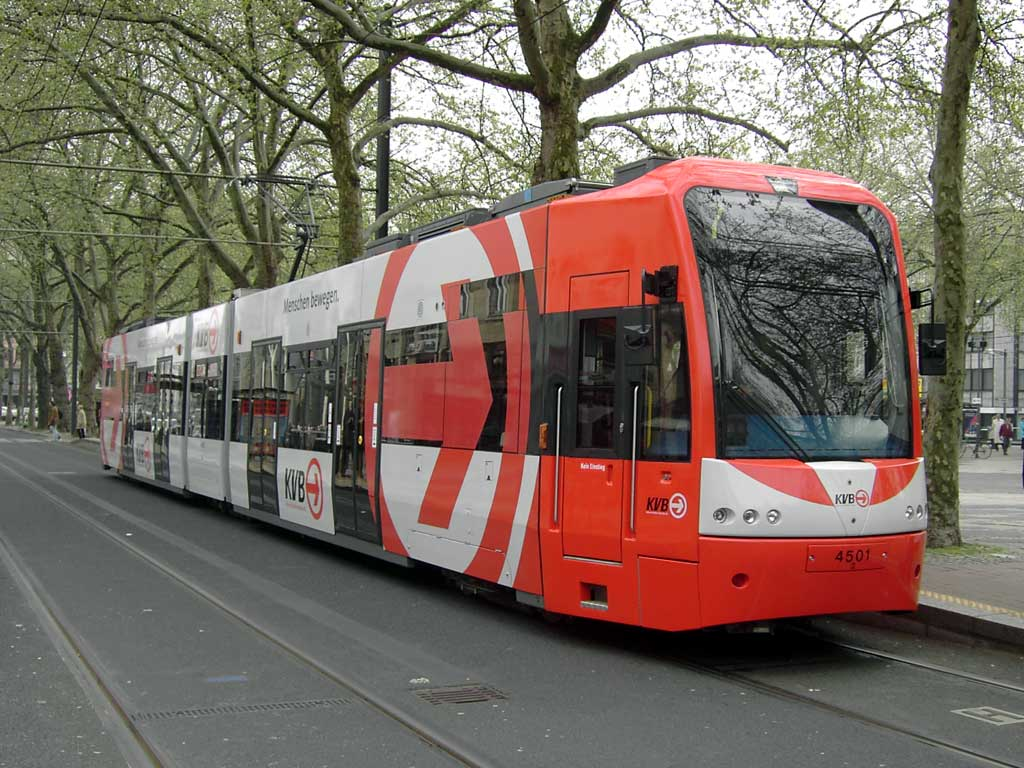
Flexity Swift

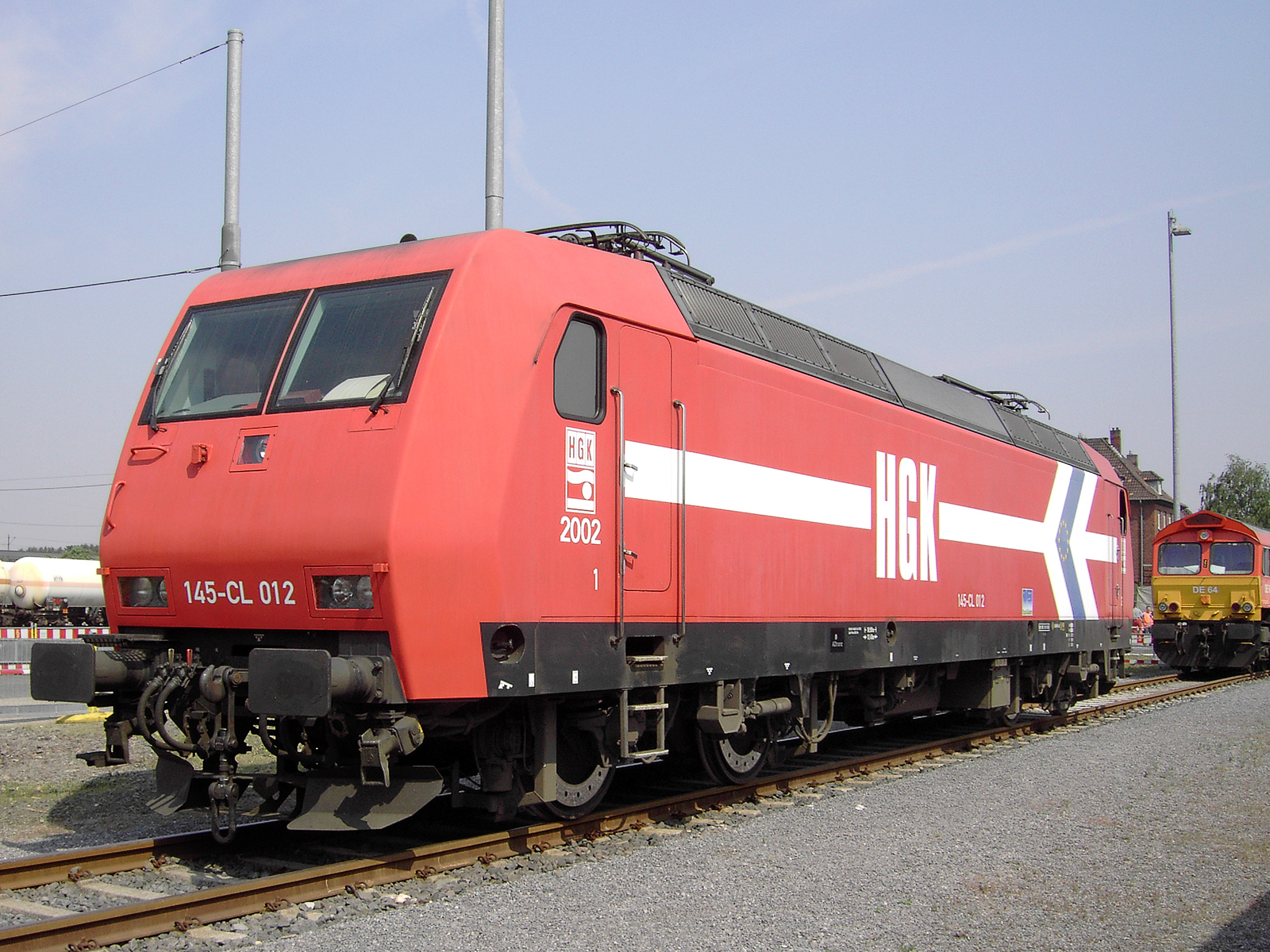
Traxx

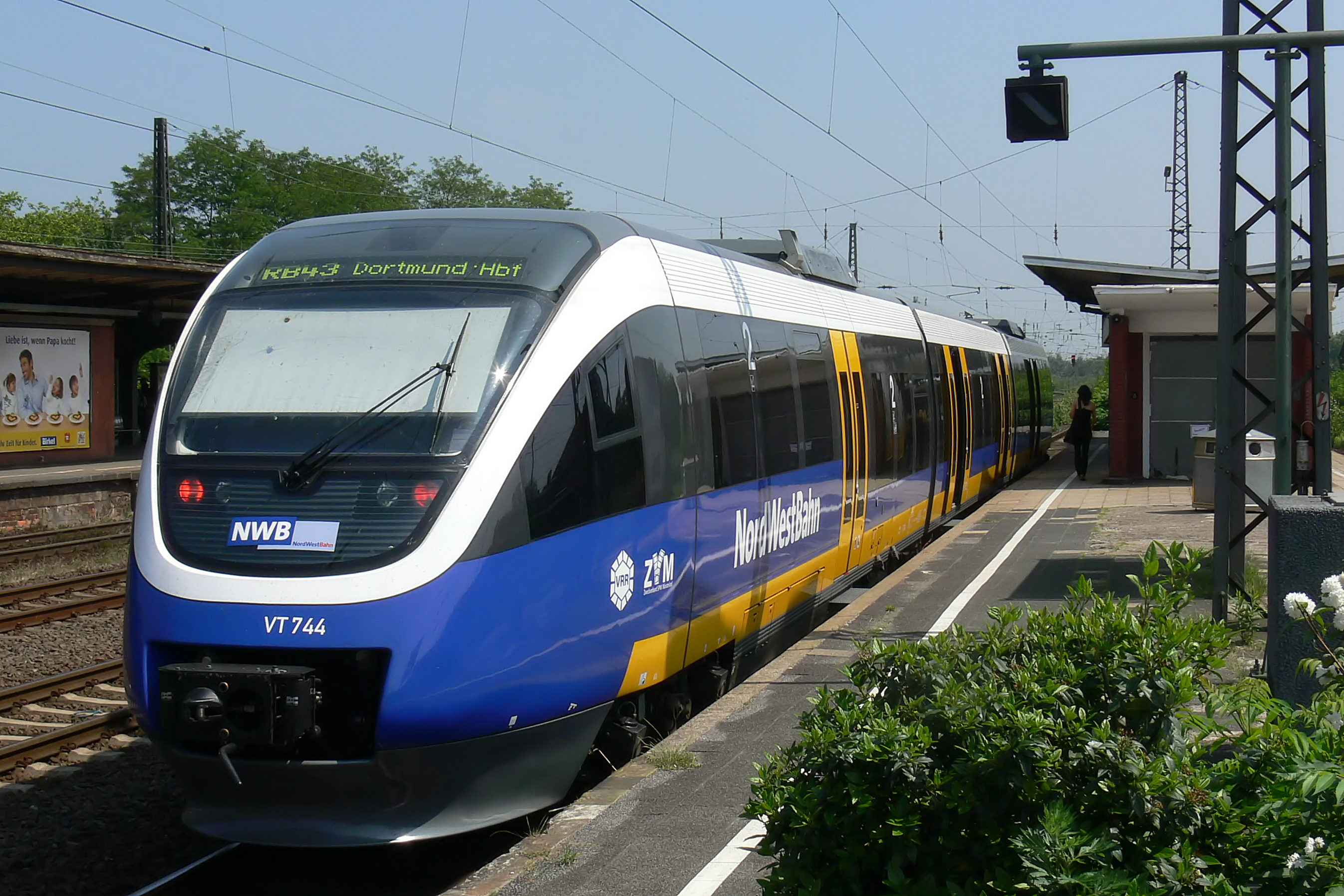
Talent

Tramvaje
Flexity
Flexity Classic
Flexity Outlook
Flexity Berlin
Cobra
Rychlodrážní tramvaje
Flexity
Flexity Swift
Flexity Link
SSB DT 8
Vozy metra
BVG Baureihe H
BVG Baureihe Hk
HHA Baureihe DT5
Lokomotivy
Traxx
NJT ALP 46
Železniční elektrické a motorové vozy a jednotky
Talent
Talent 2
Itino
DBAG Baureihe 422
DBAG Baureihe 423
DBAG Baureihe 425
DBAG Baureihe 481
Nina
Sprinter Lighttrain
DBAG Baureihe 612 RegioSwinger
Contessa
Osobní vozy
Dvoupodlažní vozy Bi-Level
vozy Married-Pair pro Nord-Ostsee-Bahn
Vysokorychlostní vlaky
Acela
AVE S-102
Zefiro (plánováno)
spolupráce na TGV a ICE